# Lakówka ametystowa

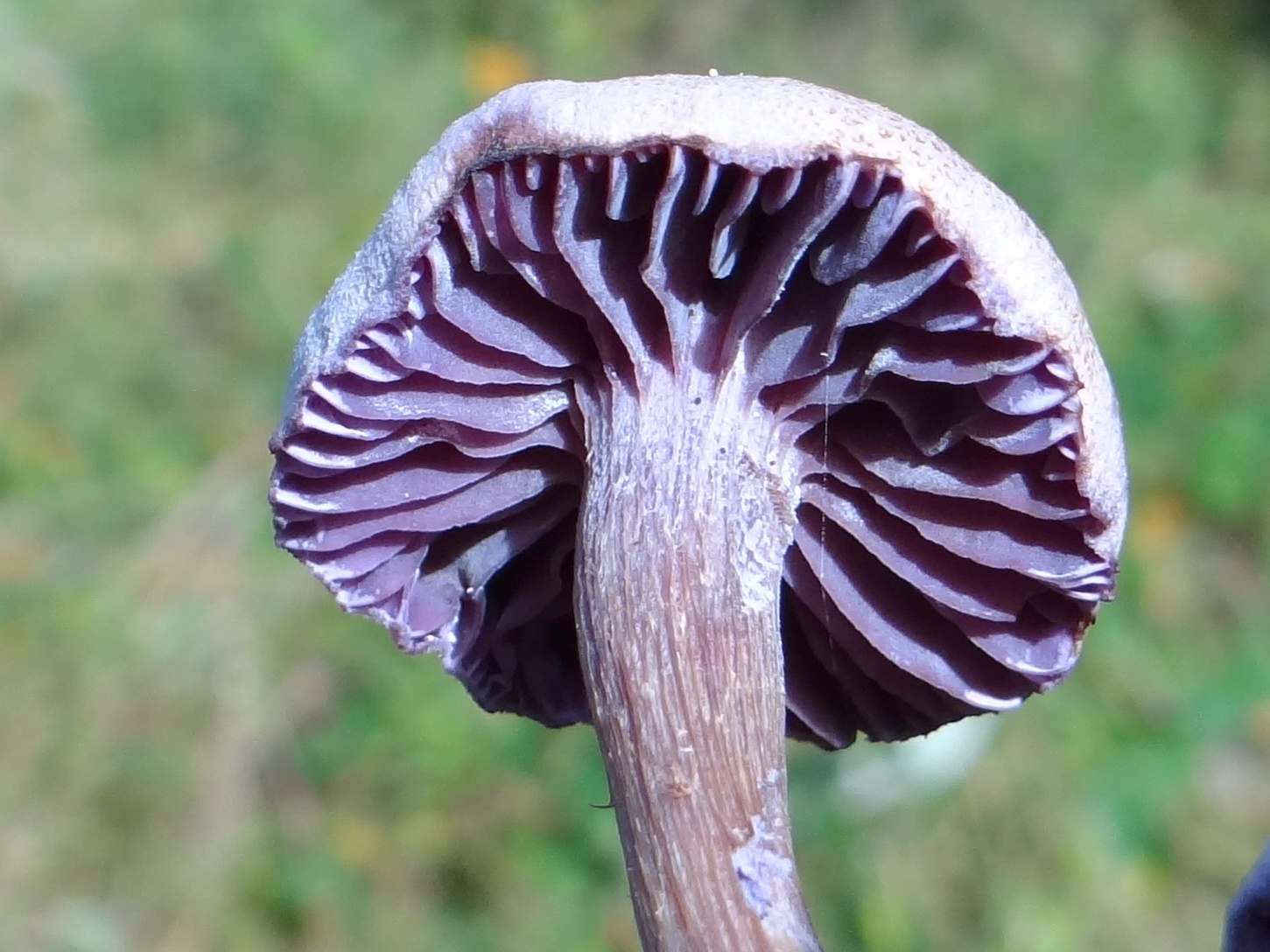
Blaszki i trzon

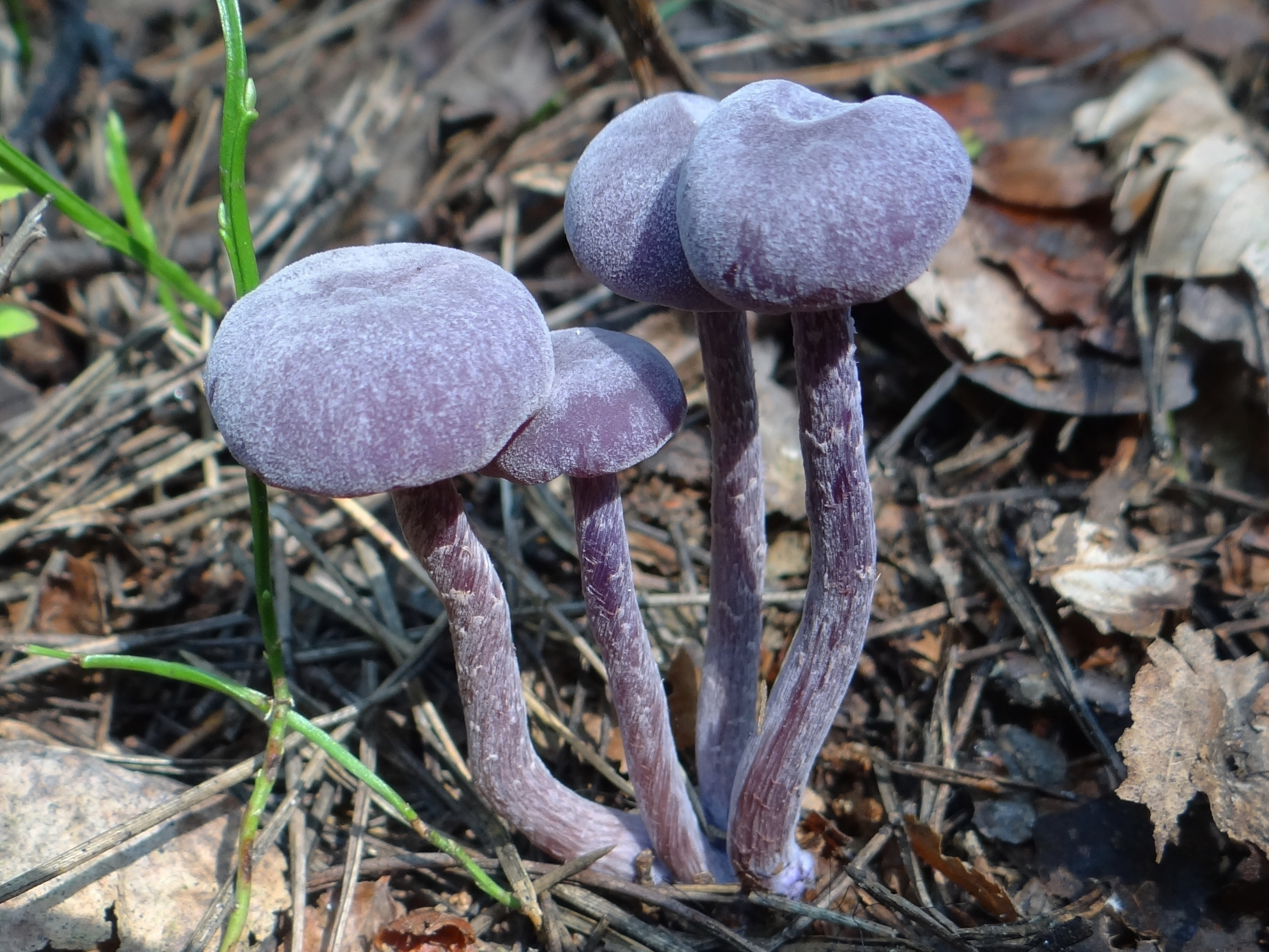
Czasami owocniki wyrastają grupkami

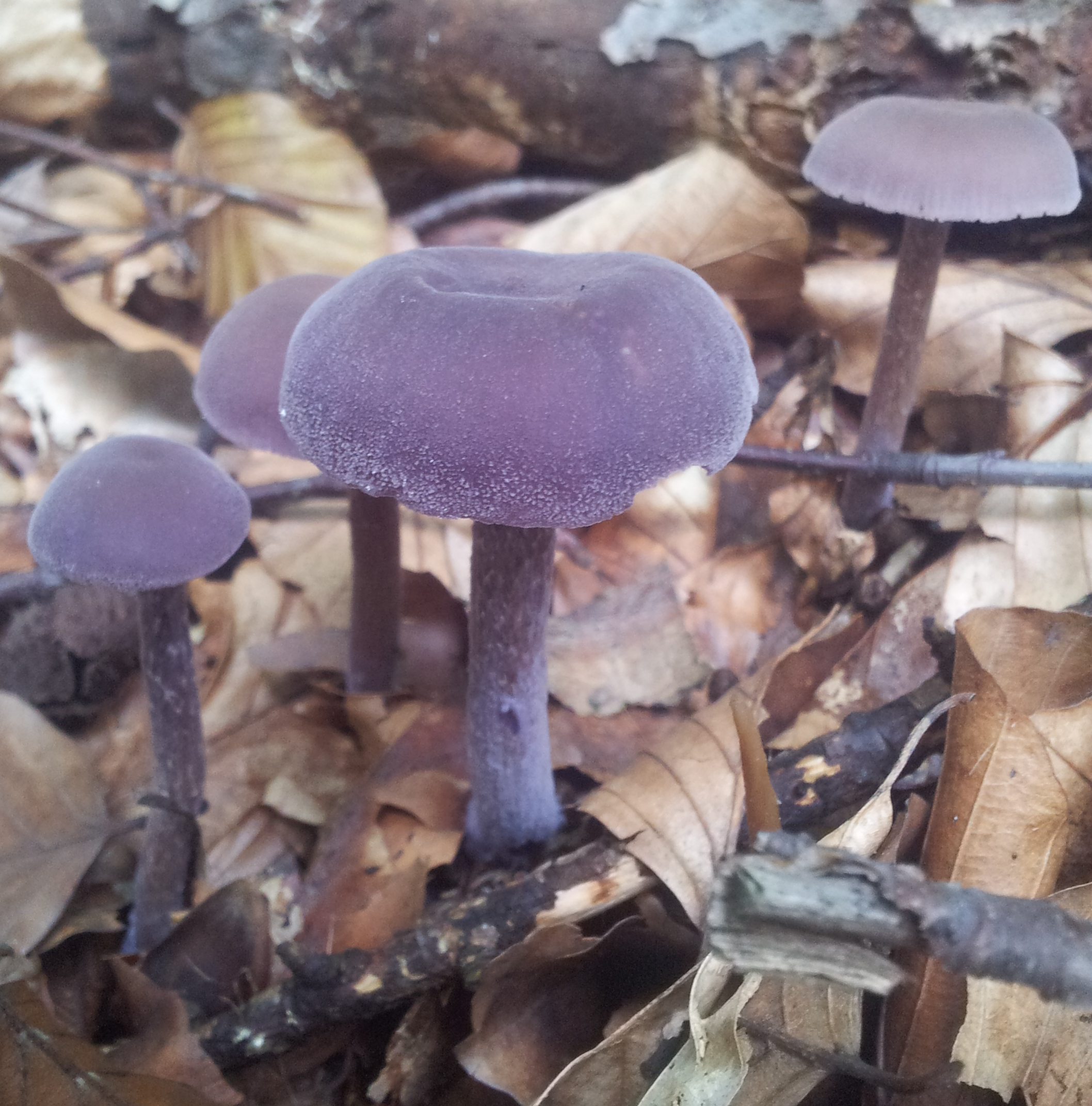

Lakówka ametystowa (Laccaria amethystina (Huds.) Cooke) – gatunek grzybów z rodziny piestróweczkowatych (Hydnangiaceae).

## Systematyka i nazewnictwo
Pozycja w klasyfikacji według Index Fungorum: Laccaria, Hydnangiaceae, Agaricales, Agaricomycetidae, Agaricomycetes, Agaricomycotina, Basidiomycota, Fungi.
Po raz pierwszy takson ten zdiagnozował w 1778 r. William Hudson nadając mu nazwę Agaricus amethystinus. Obecną, uznaną przez Index Fungorum nazwę nadał mu w 1884 r. Mordecai Cubitt Cooke, przenosząc go do rodzaju Laccaria. Niektóre synonimy nazwy naukowej:
- Agaricus amethystinus Huds. 1778
- Agaricus amethystinus Huds. 1778, var. amethystinus
- Agaricus lividopurpureus With. 1792
- Collybia amethystina (Huds.) Quél. 1888
- Laccaria hudsonii Pázmány 1994
- Laccaria laccata var. amethystina (Huds.) Rea 1922
- Russuliopsis laccata var. amethystina (Huds.) J. Schröt. 1889

Nazwę polską nadali Barbara Gumińska i Władysław Wojewoda w 1968. W polskim piśmiennictwie mykologicznym gatunek ten opisywany był też jako bedłka fioletowa.

## Morfologia
Kapelusz
O średnicy 2–6 cm, u młodych okazów półkulisty lub dzwonkowaty z podwiniętym brzegiem i wgłębieniem na środku, u starszych staje się łukowaty, w końcu płaski i lejkowaty o pofałdowanych brzegach. Jest higrofaniczny. Skórka gładka, u dorosłych okazów delikatnie płatowata i o lekko żłobionych brzegach. W czasie wilgotnej pogody ma kolor fioletowy lub brązowofioletowy, w czasie suchej, lub u starszych okazów białawofioletowawy.
Blaszki
Grube, rzadkie, często pofalowane. Są szeroko przyrośnięte do trzonu lub nieco tylko zbiegające. U młodych okazów fioletowe, później oprószone białawo zarodnikami. Nawet gdy owocniki są wyblaknięte, ich blaszki pozostają fioletowe.
Trzon
Wysokości 3–12 cm i grubości 3–10 mm, pusty w środku, włóknisty, dołem nieco zgrubiały. Kolor taki sam, jak kapelusza.
Miąższ
Wodnisty, w czasie wilgotnej pogody lekko fioletowy, w czasie suchej różowobrązowawy, o niewyraźnym zapachu i smaku.
Wysyp zarodników
Biały. Zarodniki brodawkowane, o rozmiarach 7–10 μm.

## Występowanie i siedlisko
Gatunek szeroko rozprzestrzeniony. Występuje w Azji, Europie, Ameryce Północnej, Środkowej i w Nowej Zelandii. W Europie Środkowej gatunek pospolity. Również w Polsce występuje pospolicie.
Rośnie nie tylko w lasach, ale również w ogrodach, parkach i innych siedliskach na spróchniałym drewnie lub na ziemi, zarówno pod drzewami liściastymi, jak i iglastymi, najczęściej jednak pod drzewami z rzędu bukowców (Fagales). Badania naukowe wykazały, że lakówka ametystowa jest grzybem azotolubnym – najliczniej i najobficiej rośnie w glebie o dużej zawartości amoniaku i związków azotu. Te preferencje glebowe powodują, że może występować w miejscach po dawnych latrynach, cmentarzach, masowych grobach i miejscach zakopania zwłok.

## Znaczenie
Grzyb mikoryzowy. Grzyb jadalny, jednak niezbyt smaczny, poza tym o małych rozmiarach, z tego też powodu bez praktycznego znaczenia spożywczego.

## Gatunki podobne
Istnieje możliwość pomyłki z trującą grzybówką fioletowawą (Mycena pura). Różnica: mniej smukły owocnik i charakterystyczny zapach rzodkiewki lub rzepy. Lakówka ametystowa może też być pomylona z liliową odmianą trującego strzępiaka ziemistoblaszkowego (Inocybe geophylla), który różni się garbkiem na kapeluszu i nieprzyjemnym zapachem.